# Erick Otieno
Erick Ouma Otieno, född 26 september 1996 i Nairobi, Kenya, är en kenyansk fotbollsspelare som spelar för Raków Częstochowa i Ekstraklasa och det kenyanska landslaget.

## Klubblagskarriär

### Tidig karriär
Otieno började som sjuåring spela fotboll i Future stars soccer academy.
Otieno skrev på sitt första proffskontrakt i januari 2016, ett sex-månaders långt kontrakt med Gor Mahia FC som är baserade i hans hemstad. Otieno lämnade sedan hemstaden för spel utomlands i FC Kolkheti Poti från Georgien, även där ett sex-månaders kontrakt. I februari 2018 skrev Otieno på för den albanska klubben KF Kastrioti.

### Vasalund
Han skrev i september 2018 på för Vasalunds IF i Sverige. Debuten för klubben skedde den 22 september 2018 när man i den 22:a omgången av Division 2 Norra Svealand mötte Gamla Upsala SK (4–0) inför 75 åskådare på Gamlis IP i Uppsala. Otieno inledde på bänken i tröja nummer 6 under chefstränaren Nebojša Novaković ledning, men i den 60:e matchminuten ersatte han Mai Traore. Det första målet för Vasalund kom matchen efteråt när man tog emot Bollnäs GoIF på Skytteholms IP i Solna den 30 september 2018. Otieno svarade för 2–1-målet i den 48:e minuten i en match som slutade lika, 2–2. Det blev spel i tre tävlingsmatcher, varav två från start, för honom under debutåret i Vasalund då man vann serien och avancerade till Division 1 Norra.
Under 2019 startade Otieno 19 matcher för Vasalund då man slutade på sjätte plats i tabellen. Han svarade för ett mål, borta mot Carlstad United (3–4) på Tingvalla IP i Karlstad den 29 september 2019. Otieno hann göra 22 matcher och 2 mål för Vasalund innan han lämnade klubben.

### AIK
Den 12 mars 2019 skrev Otieno på ett femårskontrakt med AIK som sträckte sig till och med den 31 december 2024.